# Алекси-Месхишвили, Владимир Шалвович
Владимир (Ладо) Шалвович Алекси-Месхишвили (груз. ვლადიმერ [ლადო] ალექსი-მესხიშვილი; 15 сентября 1915 года ― 21 июня 1978 года) ― советский грузинский архитектор. Здания и сооружения, возведённые по его проектам, расположены на всей территории Грузии.

## Биография
Владимир Алекси-Месхишвили родился в Тифлисе в 1915 году. Он был сыном юриста и политика Шалвы Алекси-Месхишвили ― министра юстиции Грузинской демократической республики, и внуком театрального актёра Владимира Алекси-Месхишвили.  
Окончил Грузинский государственный индустриальный институт им. С. М. Кирова в 1939 году и преподавал в нём же с 1955 года.  
Среди его основных проектов ― здание санатория «Имерети» в Цхалтубо (в соавторстве с Л. Джанелидзе, 1948–1957 гг.), дачные дома в Цкнети (1956–1962 гг.), Тбилисский Дворец спорта (в соавторстве с архитектором И. Касрадзе и инженером Д. Каджая, 1961 г.), ресторан «Иори» на берегу Тбилисского водохранилища (1962 г.), государственный оздоровительный комплекс в Бичвинте (1962 г.), Тбилисский аграрный институт (совместно с Г. Габашвили, 1967 г.), станция метро Ленинис Моедани в Тбилиси (1967 г.), Тбилисский дворец шахмат (совместно с Г. Гудушаури, 1974). 
Дважды был женат, вторая жена — режиссёр Лана Левановна Гогоберидзе (1958). У него было четверо детей, включая ныне живущего в США художника по декорациям Гоги Алекси-Месхишвили.
Похоронен на Сабурталинском кладбище. 